# Grand Theft Auto: Liberty City Stories
Grand Theft Auto: Liberty City Stories è uno spin-off della serie di videogiochi di Grand Theft Auto, il primo della serie a essere distribuito su UMD per PlayStation Portable, di cui era anche il videogioco più giocato. Fu sviluppato da Rockstar North e Rockstar Leeds e pubblicato da Rockstar Games il 25 ottobre 2005 in USA e il 2 dicembre 2005 in Europa. Nel 2006 è nata una versione del videogioco anche per PlayStation 2. È un prequel di Grand Theft Auto III, infatti il gioco è ambientato 3 anni prima rispetto al suo predecessore. Il 17 dicembre 2015 è disponibile per dispositivi iOS e dal 12 febbraio 2016 anche per Android, queste versioni presentano dei notevoli miglioramenti grafici.

## Trama

Schermata dell'edizione PSP.

Nel 1998 Toni Cipriani, mafioso membro della famiglia Leone, è ritornato a Liberty City dopo un esilio per aver assassinato un uomo d'onore su ordine del suo boss, Salvatore Leone. Mentre Toni era via, Vincenzo Cilli è ormai diventato consigliere dei Leone. Vincenzo viene incaricato di badare Cipriani e gli affida diversi incarichi, dimostrando però la sua natura arrogante e prevaricatrice. Dopo alcuni lavoretti, Toni viene mandato a recuperare l'auto di Vincenzo; quando Toni va a eseguire l'ordine, scopre però che l'auto era sorvegliata dalla polizia ed è costretto a fuggire. Infuriato, chiama Vincenzo per dirgli dell'accaduto e lo accusa di averlo incastrato apposta: quando questi lo tratta da ingrato, Toni per tutta risposta gli ricorda di che pasta fosse fatto anni prima della sua sostituzione, e lo scarica.
Toni frequenta anche Joseph Daniel "JD" O'Toole che lavora per la Famiglia Sindacco, ma vuole passare sotto i Leone, e ricomincia a fare visita a sua madre, semplicemente chiamata Ma' Cipriani. Ma' è piuttosto arrabbiata perché suo figlio non l'ha mai chiamata durante i suoi anni di assenza e ha conosciuto un altro uomo, Giovanni Casa, proprietario di una macelleria e uomo meschino, che ha "sostituito" Toni come figlio. Dopo aver tentato di dimostrare la vera natura di Casa, Toni lo uccide e Ma' decide di mettere una taglia sulla testa di quest'ultimo per metterlo alla prova.
Intanto in città inizia una vera e propria guerra fra Leone, Sindacco e Forelli. A complicare tutto c'è l'arrivo di Massimo Torini, esponente della mafia siciliana, arrivato apparentemente per calmare le tre Famiglie. A Toni è assegnato il compito di scortare O'Toole al suo battesimo mafioso, ma in realtà questi viene ucciso da Mickey Hamfists, poiché Salvatore non si fida di lui, per poi essere lasciato con la macchina incriminata in una pressa della discarica cittadina per eliminare il corpo. Poco tempo dopo Vincenzo, che vuole scusarsi con Toni, lo chiama dandogli appuntamento al porto, nella stiva di una nave, dove però gli viene tesa un'imboscata da diversi uomini armati di motosega. Eliminati i killer, arriva Vincenzo, che gi rivela che per gelosia ha deciso di farlo fuori per non rischiare di diventare una semplice pedina all'interno della famiglia, ma Toni riesce ad avere la meglio riuscendo ad uccidere il suo rivale.
Un giorno Salvatore chiama Toni e gli chiede aiuto per scappare da Staunton Island dopo un incontro finito male, poi lo incarica di aiutare il miliardario Donald Love, impresario edile alleato dei Leone, a diventare nuovo sindaco di Liberty City svolgendo per lui alcuni lavori: con Love come sindaco i Leone possono infatti controllare la città. Purtroppo la gente apprende la connessione fra Love e Toni e le elezioni vanno quindi a favore di Miles O'Donovan, altra pedina dei Forelli. Nel frattempo Toni è convocato da Salvatore per il suo battesimo mafioso; contrariamente a quanto accaduto a J.D, a Toni va tutto bene poiché egli è un uomo fidato da parecchio tempo e addirittura Ma' Cipriani, orgogliosa di suo figlio, decide di ritirare la taglia su di lui. A sorpresa, però, Salvatore viene arrestato dall'FBI e messo nella prigione di Shoreside Vale, da cui continua ugualmente a dare incarichi a Toni. Toni poi conosce Toshiko Kasen, la moglie del capo della Yakuza, Kazuki Kasen. Toshiko gli affida alcuni lavori, e fra le altre cose vuole anche suo marito morto. Toni allora lo uccide come ultimo favore, ma quando le comunica la notizia Toshiko decide di suicidarsi, desiderando solo la libertà interiore.
Intanto Toni riceve una telefonata da Donald Love, che dopo il suo fallimento politico, vive ora in miseria. Donald chiede a Toni l'aiuto per un grosso affare, ma sebbene egli all'inizio sia riluttante, alla fine accetta. I due organizzano l'omicidio del vecchio mentore di Donald, Avery Carrington, in arrivo a Liberty City con alcuni progetti edilizi che dovrebbero rendere Love di nuovo ricco. Avery viene ucciso da Toni, che ruba i suoi progetti. Donald ha comunque bisogno di alcuni territori per fare in modo che l'accordo vada in porto; sceglie quindi la zona molto popolata di Fort Staunton, territorio dei Forelli, per la distruzione. Toni riesce nella missione, facendo esplodere l'intero quartiere, ma i membri del Cartello che avevano accompagnato Avery vogliono ricattare Love, che è quindi costretto ad abbandonare la città.
Salvatore è intanto rilasciato su cauzione e Massimo Torini rientra in scena, rapendo il sindaco, ma Salvatore e Toni lo raggiungono. L'uomo spiega i motivi delle ostilità verso i Leone: in Sicilia la mafia non riceve più la giusta dose di contributi e per loro era arrivato il momento di espandersi in America, a Liberty City. Torini tenta poi di scappare in elicottero, ma questo viene abbattuto da Toni. Toni e Salvatore salvano quindi O'Donovan, che passa sotto la protezione dei Leone.
Il gioco si chiude con l'incontro fra Toni, Salvatore e lo zio di quest'ultimo, boss dei Siciliani. I due, pur odiandosi molto, si assicurano che problemi simili non si presenteranno più. Liberty City è quindi sotto il pieno controllo della Famiglia Leone.

## Ambientazione
Il gioco si basa sulle ambientazioni di Grand Theft Auto III e si svolge nella città di Liberty City, sebbene esistano molte modifiche rispetto a GTA III: alcuni edifici appaiono in costruzione, altri sono completamente assenti. Le differenze più note sono:
- Molti luoghi, come il Tw@t Cafè, lo stadio di Staunton Island, il complesso di appartamenti di Hepburn Heights o il Kenji's Casino sono ancora in costruzione, in fase di rinnovamento o hanno un nome e proprietario diverso.
- Il ponte Callahan e il Tunnel Porter che in GTA III collegavano il distretto di Portland con quello di Stauton Island sono entrambi in costruzione e sono sostituiti da un servizio di traghetti. Tuttavia, la sezione del tunnel di Shoreside Vale è in servizio e collega il quartiere Wichita Gardens con l'aeroporto.
- Nella zona di Fort Staunton, al posto dell'immenso cantiere, è presente un vero e proprio quartiere composto da appartamenti, negozi, un teatro e diversi magazzini. Dopo la distruzione del quartiere da parte di Toni, la zona più interna è completamente distrutta ed è presidiata da militari e vigili del fuoco. Inoltre, la presenza del cantiere in GTA III è giustificata appunto dal probabile conseguente abbattimento degli edifici coinvolti nell'esplosione, per far spazio a nuovi immobili.
- All'inizio le uniche gang presenti in città sono le tre famiglie mafiose Leone, Sindacco e Forelli, e il Cartello colombiano. La Yakuza, Gli Uptown Yardies, i Diablo, la Triade e i Southside Hoods si stabiliscono a Liberty City durante gli eventi della storia, assumendo il controllo di alcuni territori appartenenti alle tre famiglie mafiose. Dopodiché i Sindacco e i Forelli spariranno dalla circolazione.

## Doppiatori
- Danny Mastrogiorgio: Toni Cipriani
- Frank Vincent: Salvatore Leone
- Will Janowits: Donald Love
- Fiona Gallagher: Maria Leone
- Joe Lo Truglio: Vincenzo Cilli
- Greg Wilson: J.D. O'Toole
- Ron Orbach: Leon McAffrey
- Hana Moon: Toshiko Kasen
- Peter Bradbury: Ned Burner
- Sondra Jones: Ma' Cipriani
- Duccio Faggella: Massimo Torini
- Keenan Shimizu: Kazuki Kasen
- Jeff Gurner: Paulie Sindacco
- Keith Elam: 8-ball
- Chris Tardio: Mickey Hamfists
- Gordana Rashovic: Jane Hooper
- John Braden: Sindaco O'Donovan
- Peter Appel: Ray Machowsky
- Bruce MacVittie: Zio Leone
- Joel Jones: Giovanni Casa
- Brandon O'Dell: Wayne
- Jamie Hector: Miguel

## Colonna sonora

### Double Clef FM
- "Anvil Chorus" da Il trovatore
- "Tacea la notte placida" da Il trovatore
- "Va' Pensiero" dal Nabucco
- "È amore un ladroncello" da Così fan tutte
- "Ouverture" da Le nozze di Figaro
- "Vesti la giubba" da Pagliacci

### Flashback FM
- Giorgio Moroder - I Wanna Rock You"
- Giorgio Moroder - "E=MC²"
- Giorgio Moroder - "From Here to Eternity"
- Giorgio Moroder - "Chase" (theme from Midnight Express)
- Giorgio Moroder - "First Hand Experience in Second Hand Love"
- Giorgio Moroder - "I'm Left, You're Right, She's Gone"

### Head Radio
- Conor & Jay - "Train"
- Cloud Nineteen - "The One For Me"
- L-Marie (feat. Raff) - "Free Yourself"
- 15 Ways - "Drive"
- Rosco Stow - "Welcome to the Real World"
- Vanilla Smoothie - "Keep Dreaming"

### K-Jah
- Selah Collins, Ruddy Ranks, Redeye - "Pick a Sound"
- Errol Bellot, Ruddy Ranks, Redeye - "What a Wonderful Feeling"
- Kenny Knots, Ruddy Ranks, Redeye - "Watch How the People Dancing"
- Richie Davis, Ruddy Ranks, Redeye - "Lean Boot"
- Peter Bouncer, Ruddy Ranks, Redeye - "Ready For the Dancehall Tonight"
- Richie Davis, Ruddy Ranks, Redeye - "You Ha Fe Cool"
- Kenny Knots, Ruddy Ranks, Redeye - "Ring My Number"
- Kenny Knots, Ruddy Ranks, Redeye - "Run Come Call Me"

### The Liberty Jam
- Method Man - "All I Need"
- Big Pun & Fat Joe - "Twinz (Deep Cover '98)"
- Noreaga - "N.O.R.E."
- Onyx (feat. Noreaga and Big Pun) - "Shut 'Em Down (Remix)"
- Big Pun (feat. Fat Joe) - "Beware"
- DMX (feat. DJ Clue, Jadakiss, Styles P, Drag-On & Eve) - "Ruff Ryders' Anthem (Remix)"
- Mobb Deep - "Shook Ones Pt. 2"
- DMX (feat. Sheek Louch) - "Get At Me Dog"
- Raekwon - "Incarcerated Scarfaces"
- Redman (feat. Method Man) - "Do What Ya Feel"
- The LOX & Black Rob - "Chain Gang Freestyle"
- The LOX - "Chest2chest Freestyle"

### Lips 106
- Rudy La Fontaine - "Funk in Time"
- Sawaar - "Love is the Feeling"
- Sunshine Shine - "Mine Until Monday"
- Credit Check - "Get Down"
- Cool Timers - "Tonight"
- Nina Barry - "Bassmatic"
- The Jackstars - "Into Something (Come on, Get Down)"

### MSX 98
- Omni Trio - "Renegade Snares"
- Renegade - "Terrorist"
- Foul Play - "Finest Illusion (Legal Mix)"
- Omni Trio - "Living For The Future (FBD Project Remix)"
- DJ Pulse - "Stay Calm (Foul Play Remix)"
- Hyper-On Experience - "Disturbance (Tango Remix)"
- Higher Sense - "Cold Fresh Air"
- Omni Trio - "Living For The Future"
- Omni Trio - "Thru The Vibe (2 on 1 Remix)"
- Deep Blue - "The Helicopter Tune"
- Dead Dred - "Dred Bass"

### Radio Del Mundo
- Natacha Atlas - "Kidda"
- Mohamad Hussein - " Mariam Mariamti "
- Vijaya Anand - "Neeve Nanna (Only You Were Mine)"
- Samira Tawfic - "Ballaa Tsoubou Hul Kahwa"
- Mohamed Eskander - "La Tisalouni"
- Asha Bhosle - "Dum Maro Dum"
- Ananda Shankar - "Raghupati"
- Ahmed "Ain't Bit Ref"
- Salatin el Tarab Orchestra - "Ah Ya Zein"
- Ofra Haza "Im Nin'Alu"
- Michel Nahme - " Marmara "
- Farid "Hebeena Hebeena"

### Rise FM
- Moloko - "Sing It Back" (Boris musical mix)
- Modjo  - "Lady (Hear Me Tonight)" (Tracklist in Beta version)
- Ultra Naté - "Free"
- Happy Clappers - "I Believe"
- Eddie Amador - "House Music"
- Kristine W - "Feel What You Want"
- De'Lacy - "Hideaway 1998" (Deep Dish vocal remix)
- Sneaker Pimps - "Spin Spin Sugar" (Armand's dark garage mix)
- Jaydee - "Plastic Dreams"
- Ron Trent - "Altered States"
- The Absolute featuring Suzanne Palmer - "There Will Come A Day" (HalfTab dub)
- Slam - "Positive Education"
- Green Velvet - "Flash"
- Robert Armani - "Circus Bells" (Hardfloor remix)
- Josh Wink - "Higher State of Consciousness"